# Milan Marić (acteur, 1990)
Ne doit pas être confondu avec Milan Marić (acteur, 1981).
Pour les articles homonymes, voir Marić  et Milan Marić.
Milan Marić (en serbe : Милан Марић), né le 31 juillet 1990, est un acteur serbe, surtout connu pour son rôle dans Dovlatov.

## Biographie
Milan Marić naît en 1990 à Belgrade, en Serbie (alors SR Serbie, SFR Yougoslavie ). Il apparaît sur scène à l'adolescence dans le théâtre de jeunes DADOV, puis entre à la Faculté d'art dramatique.
Parallèlement à sa carrière cinématographique, il fait également ses débuts dans des théâtres professionnels, jouant dans les pièces Behind the Bars (Krusevac Theatre, 2011), Workers Dying Singing (Bitef Theatre, 2011), Suspicious Face (Théâtre dramatique yougoslave de Belgrade, 2012) et dans une pièce controversée présentée par Zoran Djindjic à l'Atelje 212 en 2013.
Après avoir obtenu son diplôme dans la classe de Biljana Mašić en 2013, il devient membre permanent du Théâtre dramatique yougoslave.
À l'occasion du centenaire de la célébration de la Première Guerre mondiale en 2014, il participe à trois représentations sur la Jeune Bosnie et l'assassinat de Sarajevo : il interprète Gavrilo Princip dans la pièce Little is my grave de Biljana Srbljanović, Danilo Ilić dans la pièce Zmajeubica de Milena Markovic et joue dans le film L'Homme qui a défendu Gavrilo Princip. L'année suivante, suivent les seconds rôles dans les films Humidity, A Good Wife et Santa Maria della Salute, où il incarne le roi Milan Ier de Serbie.
En 2018, il incarne le jeune Vukan Nemanjić dans la série télévisée Nemanjić Family - the Birth of the Kingdom. Pour les besoins du tournage, il apprend à monter à cheval et à se battre à l'épée. La même année, il joue dans le film russe Dovlatov, un biopic sur la vie de l'écrivain russe Sergueï Dovlatov, dans lequel il joue le rôle principal. Marić avait été recommandé pour ce rôle par l'actrice Danijela Stojanović, qui avait travaillé avec le réalisateur Alexeï Guerman Jr. sur son film précédent. Elle avait montré des photographies de Marić montrant la similitude physique entre l'acteur serbe et l'écrivain russe. Après plusieurs castings, il décroche le rôle et apprend le russe en trois mois. Le film est présenté en première dans le programme principal de la compétition au Festival international du film de Berlin.

## Filmographie (sélection)
- 2018 : Dovlatov
- 2020 : Le Père

## Récompenses et distinctions
- (en) Milan Marić : Awards, sur l'Internet Movie Database